# Mormonia subviridis
Mormonia subviridis là một loài bướm đêm trong họ Noctuidae.